# Губернатор (США)
У США губернатор виступає у якості головного виконавчого директора та головнокомандувача у кожному з 50 штатів та на кожній із 5 постійно населених територій країни, функціонуючи водночас як голова штату та голова його уряду. Губернатори як такі відповідають за здійснення законів та нагляд за діяльністю виконавчої влади штату. Як лідери штату, губернатори просувають і продовжують нову і переглянуту політику та програми, використовуючи певний арсенал засобів, як, наприклад, виконавчі розпорядження, виконавчі бюджети, законодавчі пропозиції та вето. Губернатори здійснюють свої керівні та лідерські зобов'язання та цілі за підтримки та допомоги голів департаментів та установ, багато із яких вони мають право призначати. Більшість губернаторів мають повноваження так само призначати суддів штату, здебільшого зі списку імен, підготовленого комітетом з призначень.
Всі штати, окрім п'яти (Аризони, Мена, Нью-Гемпшира, Орегона та Вайомінга) мають лейтенант-губернатора (віце-губернатора). Він стає наступним губернатором (із повноваженнями та обов'язками, але без офіційного затвердження перебування на посаді, у штатах Массачусетс та Західна Вірджинія), якщо попередній губернатор був усунений з посади, помер або пішов у відставку. Лейтенант-губернатор також виступає у якості неофіційного виконувача обов'язків чинного губернатора, якщо останній з певних причин неспроможний цього зробити, а також у якості голови верхньої палати законодавчих зборів штату. Проте в таких випадках вони не можуть брати участі у політичних дебатах і не мають права голосу, коли ці палати поділені не порівну.

## Роль і повноваження
Штати — це напівсуверенні республіки, що перебувають під владою федерального уряду США та мають низку повноважень та прав згідно із Конституцією США, наприклад, на регулювання внутрішньої торгівлі, проведення виборів, створення місцевих урядів та ратифікацію поправок до конституції. Кожен штат має власну конституцію, засновану на республіканських засадах, та власний уряд, що складається з трьох гілок: виконавчої, законодавчої і судової. Окрім цього, через розділення суверенітету між кожним штатом та федеральним урядом країни американці є громадянами як федеративної республіки, так і штату, постійними резидентами якого вони є.
Губернатор очолює виконавчу гілку влади в кожному штаті або території США і, залежно від індивідуальної юрисдикції, може мати значний контроль над бюджетом штату, повноваження на призначення багатьох чиновників (у т.ч. суддів) та суттєву роль у законодавчій діяльності. Губернатор також може мати додаткові функції, наприклад, головнокомандувача Національної гвардії штату (якщо не федералізована) та відповідних збройних сил штату (які не є суб'єктом федералізації). У багатьох державах і територіях США губернатор також має часткове або абсолютне право пом'якшити або скасувати кримінальне покарання. Всі губернатори США перебувають на посаді 4 роки окрім губернаторів штатів Нью-Гемпшир та Вермонт, де строк їх правління складає 2 роки.
У всіх штатах губернатор обирається напряму і у багатьох випадках він має суттєві практичні повноваження, хоча вони можуть регулюватися легіслатурою штату або, у деяких випадках, іншими обраними виконавчими посадовцями. На п'яти досі існуючих територіях США губернатори також обираються, хоча в минулому багатьох губернаторів територій історично призначав президент США. Губернатори можуть накласти вето на законопроєкти штатів, і у всіх штатах, окрім семи, вони мають право постаттєвого (часткового) вето на закони про асигнування (повноваження, якого не має президент). У деяких випадках легіслатури можуть переважати над губернаторським вето через дві третини голосів, в інших — через три п'ятих голосів.
У штатах Алабама, Індіана, Кентуккі і Теннессі вето губернатора може бути переважене голосом простої більшості, тим самим перетворюючись на фактично безкорисне. В Арканзасі губернаторське вето може бути переважене абсолютною більшістю. Губернатор Північної Кароліни не мав права вето до референдуму 1996 року. У 47 штатах із 50 у випадку звільнення одного з місць штату у Сенаті США губернатор даного штату має право призначити когось на цю вакансію до проведення довиборів; губернатори Орегона, Аляски та Вісконсину такого повноваження не мають.
Губернатор може дати щорічне звернення до обох палат легіслатури штату згідно із конституційним положенням про те, що губернатор мусить щорічно звітувати (у старіших конституціях це описується як «час від часу») про штат або положення у штаті. Губернатори штатів також можуть виконувати церемоніальні ролі, наприклад, вітати високопосадовців, вручати державні нагороди, видавати символічні прокламації під час відвідування ярмарку штату. Окрім цього губернатор може мати офіційну резиденцію (див. Список резиденцій губернаторів США).
У рейтингу влади губернаторів у всіх 50 штатах політолог Університету Північної Кароліни Тед Бейл розрізнює «особисті повноваження» губернаторів, які є факторами, що варіюються залежно від особи та сезону, та «інституційні повноваження», встановлені законом. Приклади особистих факторів, які можна виміряти — це переможний відрив губернатора у день виборів та той факт, чи він або вона стоїть в опитуваннях громадської думки. Якщо губернатор має сильний контроль над бюджетом, тоді прикладами інституційних повноважень є повноваження на призначення та право вето.

## Історія
У колоніальній Північній Америці губернатори обиралися різними способами залежно від того, як була організована певна колонія. У коронних колоніях Великої Британії, Франції та Іспанії губернатора обирав чинний монарх держави-колонізатора або його уповноважені представники: зокрема у британських колоніях головною інстанцією, яка приймала рішення, було Міністерство торгівлі. Колонії, що базувались на корпоративній хартії, — наприклад, Коннектикут та колонія Массачусетської затоки, — обирали своїх губернаторів на основі правил, викладених у хартії або інших законодавчих документах колонії. У «приватних колоніях», наприклад, у провінції Кароліна до того, як вона стала коронною колонією (і була розділена на Північну та Південну), губернатора призначали лорди-власники, які контролювали колонію. У перші роки Війни за незалежність одинадцять із Тринадцяти колоній із різними рівнями жорстокості виселили королівських губернаторів та губернаторів-власників. Дві інші колонії (Коннектикут і Род-Айленд) мали корпоративні хартії; губернатор Коннектикута Джонатан Трамбулл був губернатором і до, і під час війни, у той час, як на Род-Айленді губернатор Джозеф Вонтон був відсторонений від посади у 1775 році через відмову підтримки спроби повстанської війни.
До досягнення державної незалежності багато із 50 штатів були територіями або їх частинами. Перебуваючи під владою федерального уряду, вони частіше мали губернаторів, яких призначав президент та схвалював Сенат, аніж тих, яких обирало місцеве населення. Вибори губернаторів територій почались у Пуерто-Рико у 1948 році. Останній призначений губернатор території США — губернатор Американського Самоа Рекс Лі — пішов з посади у 1978 році.

## Статистика

### Партійна приналежність

Партійна приналежність чинних губернаторів США:
Демократична партія
Нова демократична/Прогресивна
Республіканська партія

Наразі серед чинних губернаторів США налічується 26 представників Республіканської та 24 представники Демократичної партій. Четверо представників Демократичної партії (включно із мером округу Колумбія), один представник Республіканської партії та один член Нової прогресивної партії є губернаторами територій США. На даний момент серед чинних губернаторів немає жодного незалежного кандидата або кандидата від інших партій.

### Термін повноважень
Протягом кожного строку губернатори перебувають на посаді чотири роки. Виняток становлять штати Вермонт і Нью-Гемпшир, де строк повноважень складає два роки.
Найдовше із чинних губернаторів перебуває на посаді губернатор Юти Гері Герберт, обраний на другий повний термін у 2016 році, який прийшов на посаду у 2009 році після того, як попередній губернатор, Джон Гантсман, був призначений послом США у Китаї.
Найдовше за усіх губернаторів перебував на посаді губернатор Айови Террі Бранстед, який був обраний на свій шостий термін не поспіль у 2014 році. 14 грудня 2015 року він став губернатором, що найдовше в історії США перебував на своїй посаді, тим самим побивши рекорд губернатора штату Нью-Йорк Джорджа Клінтона, який обіймав посаду губернатора протягом 21 року — з 1777 по 1795 та з 1801 по 1804 рік. Бранстед пішов з посади 24 травня 2017 року після того, як був призначений послом США у Китаї.
У більшості штатів тривалість терміну повноважень губернатора регулюють встановлені обмеження строків правління.

### Вік
Найстаршим губернатором штату наразі є губернатор Алабами Кей Айві, яка народилася 15 жовтня 1944 (80 років);  наймолодшим — губернатор Флориди Рон ДеСантіс, який народився 14 вересня 1978 (46 років).  Серед губернаторів територій США наймолодшим є губернатор Північних Маріанських островів Ральф Торрес, який народився 6 серпня 1979 (45 років).
Наймолодшою особою, яка коли-небудь перебувала на посаді губернатора у США був Стівенс Мейсон з Території Мічиган, який був обраний у 1835 році, коли йому щойно виповнилось 24 роки. Згодом Мейсон став першим губернатором штату Мічиган, коли штат прийняли до Союзу у січні 1837 року — тоді Мейсону було 25 років. Мейсон був переобраний у листопаді 1837 року, коли йому було 26.
Другим наймолодшим губернатором був губернатор Каліфорнії Нілі Джонсон, який був обраний у 1855 році у віці 30 років, а третім наймолодшим — губернатор Міннесоти Гарольд Стессен, обраний у 1938 році у віці 31 року. Коли майбутній президент США Білл Клінтон був обраний губернатором Арканзаса у 1978 році у віці 32 років, він став наймолодшим губернатором після Стессена.
У 35 штатах мінімальний вік для губернатора становить 30 років, хоча у деяких інших штатах він може становити 25 (1 штат), 21 (1 штат) або 18 (5 штатів). Оклахома є єдиним штатом, у якому мінімальний встановлений вік для губернатора — 31 рік. Деякі штати вимагають, щоб губернатор був кваліфікованим виборцем, тим самим маючи на увазі мінімальний вік у 18 років. У штаті Вермонт діє вимога до кандидатів бути резидентами штату принаймні протягом 4 років станом на день виборів, що завадить брати участь у виборах дітям, проте не містить у собі інших прямих або непрямих обмежень за віком. У штаті Канзас немає прямих або непрямих вимог ані за віком, ані за проживанням.

### Стать

Губернатори штатів та територій за статтю

Наразі у 41 штаті губернаторами є чоловіки. Жінок серед губернаторів 9: це губернатор Орегона Кейт Браун, губернатор Алабами Кей Айві, губернатор Айови Кім Рейнольдс, губернатор Канзаса Лора Келлі, губернатор Мена Джанет Міллз, губернатор Мічигану Гретхен Вітмер, губернатор Нью-Мексико Мішель Лухан-Грішем, губернатор Род-Айленда Джина Раймондо та губернатор Південної Дакоти Крісті Ноем. Серед них Айві, Ноем та Рейнольдс є членами Республіканської партії, у той час, як Браун, Келлі, Міллз, Вітмер, Грішам та Раймондо — Демократичної.
Четверо губернаторів територій США є чоловіками; один із губернаторів територій США та мер округу Колумбія — жінки.
38 жінок обіймали або обіймають зараз посаду губернатора, включно із двома, що перебувають на посаді виконувачів обов'язків губернатора.
Першою жінкою-губернатором була Неллі Тейло Росс у штаті Вайомінг (вдова тодішнього губернатора Вайомінга Вільяма Росса), яка була обрана 4 листопада 1924 року та вступила на посаду 5 січня 1925 року після Френка Лукаса. Так само 4 листопада 1924 у Техасі була обрана Міріам Фергюсон (дружина колишнього губернатора Техаса Джеймса Фергюсона), яка вступила на посаду після Пета Морріса Неффа 21 січня 1925 року. Першою жінкою, яку обрали губернатором і яка не була дружиною або вдовою колишнього губернатора штату, була Елла Грассо у Коннектикуті, обрана у 1974 році та прийнята на посаду 8 січня 1975 року.
Коннектикут, Аризона та Нью-Мексико — єдині штати, які обрали жінок-губернаторів із двох основних політичних партій. У Нью-Гемпширі також були губернатори-жінки із двох партій, проте республіканка Веста Рой лише протягом короткого терміну була виконувачкою обов'язків губернатора. Аризона стала першим штатом, де жінка була губернатором після попереднього губернатора-жінки, проте вони були з різних партій. В Аризоні також було найбільше жінок-губернаторів — чотири, — і вона була першим штатом, у якому посаду губернатора обіймали три жінки поспіль. Вашингтон був першим штатом, у якому губернатор та сенатори від штату одночасно були жінками (Крістін Грегуар, Патті Мюррей та Марія Кантвелл відповідно). Нью-Гемпшир — перший і наразі єдиний штат, у якому одночасно служили жінка-губернатор та конгресійна делегація, що складалася повністю із жінок.
Дев'ять жінок служили на посаді голови виконавчої влади своїх штатів з 5 січня 2019 року, коли Крісті Ноем стала першою жінкою-губернатором Південної Дакоти. Це зрівнює рахунок із рекордом, встановленим у двох різних випадках: між 4 грудня 2006 року, коли Сара Пейлін стала першою жінкою-губернатором Аляски, і 14 січня 2008 року, коли Кетлін Бланко покинула посаду губернатора Луїзіани; та між 10 січня 2009 року, коли на посаду губернатора Північної Кароліни вступила Беверлі Пердью, і 20 січня 2009 року, коли пішла у відставку губернатор Делавера Рут Енн Міннер.

### ЛГБТ-статус
Наразі двоє губернаторів належать до ЛГБТ-спільноти: губернатор Колорадо Джаред Поліс, що визначає себе геєм, та губернатор Орегона Кейт Браун, яка визначає себе як бісексуалку.

### Расова та етнічна приналежність

Губернатори, що походять з етнічних меншин

Етнічні меншини, визначені згідно з переписом, складають близько 37% загального населення США (станом на 2012 рік). 46 чинних губернаторів штатів є білими людьми неіспанського євроамериканського походження. Губернаторів із меншин у США 4: губернатор Нью-Мексико Мішель Лухан Грішем, яка має іспанське походження; губернатор Нью-Гемпшира Кріс Сунуну, який має ліванське, палестинське, латиноамериканське, ірландське та британське походження; губернатор Гаваїв Девід Іге, що походить із рюкюсців; та губернатор Оклахоми Кевін Стітт, який є представником народу черокі. Сунуну і Стітт є республіканцями, у той час як Грішем та Іге — демократи.
Серед чинних губернаторів територій США є один іспанського походження (губернатор Пуерто-Рико Ванда Васкез Гарсед), один темношкірий (губернатор Американських Віргінських островів Альберт Браян) та троє американців з тихоокеанських островів (губернатор Гуама Лу Леон Герреро, губернатор Американського Самоа Лоло Маталасі Моліга та губернатор Північних Маріанських островів Ральф Торрес). Афроамериканка Мюріель Боузер обіймає посаду мера округу Колумбія, еквівалентну губернаторові штату.
У 1990 році губернатор Вірджинії Дуглас Вайлдер став першим афроамериканським губернатором штату з часів Реконструкції.

### Місце народження
14 чинних губернаторів штатів США народилися поза межами штатів, у яких вони перебувають на посаді, а саме: губернатор Аляски Майк Данліві (народився у Пенсильванії), губернатор Аризони Дуг Дусі (народився в Огайо), губернатор Вайомінга Марк Гордон (народився у Нью-Йорку), губернатор Іллінойса Джей Роберт Пріцкер (народився у Каліфорнії), губернатор Канзаса Лора Келлі (народилася у Нью-Йорку), губернатор Коннектикута Нед Ламонт (народився у Вашингтоні), губернатор Массачусетса Чарлі Бейкер (народився у Нью-Йорку), губернатор Меріленда Ларрі Гоган (народився у Вашингтоні), губернатор Міннесоти Тім Волз (народився у Небрасці), губернатор Невади Стів Сайсолак (народився у Вісконсині), губернатор Нью-Джерсі Філ Мерфі (народився у Массачусетсі), губернатор Оклахоми Кевін Стітт (народився у Флориді) та губернатор Орегона Кейт Браун (народилася в Іспанії).
Конституції штатів мають різні вимоги щодо тривалості громадянства та проживання губернатора, але, на відміну від президента, губернатори штатів не обов'язково мають бути народженими громадянами США. У конституціях деяких штатів є певні розбіжності з приводу того, чи має губернатор бути громадянином штату або лише його резидентом.

### Фізичні вади
Двоє губернаторів за історію були сліпими: це заступник губернатора Арканзаса Боб Райлі, що перебував на посаді 11 днів у січні 1975 року, та Девід Патерсон, який був губернатором Нью-Йорка з 2008 по 2010 рік.
Чинний губернатор Техаса Грег Ебботт був паралізований після нещасного випадку у 1984 році; з того часу він використовує інвалідне крісло. Губернатор Нью-Йорка Франклін Д. Рузвельт також був паралізований; пізніше він став першим президентом в інвалідному кріслі.

## Заробітна плата
Середня заробітна плата губернатора штату у 2009 році складала $124,398. Найвища заробітна плата, затверджена наразі — у губернатора Каліфорнії Ґевіна Ньюсома, яка становить $202,000. Найнижча заробітна плата у губернатора штату Мен Джанет Міллз та губернатора Пуерто-Рико Ванди Васкез Гарсед —$70,000.
Траплялися випадки, коли губернатори штату або повністю відмовлялись від своїх заробітних плат, або брали за свою роботу лише $1 на рік. Зокрема, губернатор Алабами Роберт Бентлі відмовився від своєї річної заробітної плати у розмірі $119,950.00, поки усі громадяни штату не будуть працевлаштовані. Губернатор Мічигану Рік Снайдер брав у якості річної заробітної плати $1 на рік, у той час, як губернатор Техасу Грег Ебботт повертав свою заробітну плату штатові протягом кожного року свого перебування на посаді. Під час свого перебування на посаді губернатора Каліфорнії Арнольд Шварценеггер також не прийняв свою заробітну плату у розмірі $170,000 на рік. Втім, деякі губернатори замість цього вирішили скоротити свої заробітні плати. Зокрема губернатор штату Нью-Йорк Ендрю Куомо скоротив свою заробітну плату на 5% у 2015 році, а губернатор Кентуккі Стів Бешеар у тому ж році скоротив свою заробітну плату на 10%.
Наразі лише 7 штатів (Массачусетс, Каліфорнія, Нью-Йорк, Нью-Джерсі, Мічиган, Пенсильванія та Вірджинія) пропонують своїм губернаторам вищу заробітну плату, аніж $174,000, які виплачуються членам Конгресу. У багатьох штатах губернатор не є найбільш високооплачуваним посадовцем штату; найчастіше таким є головний футбольний тренер або тренер із чоловічого баскетболу у найбільшому університеті штату.

## Графік губернаторських виборів
Усі штати окрім Луїзіани проводять вибори губернатора у перший вівторок після першого понеділка листопада. Таким чином, найранніша можлива дата проведення виборів — 2 листопада (якщо вона припадає на вівторок), а найпізніша можлива — 8 листопада (якщо 1 листопада припадає на вівторок). Штат Луїзіана проводить свої губернаторські праймеріз у третю або четверту суботу жовтня, а загальні вибори — другий тур — у третю суботу листопада. Проте загальні вибори можуть бути скасовані, якщо один із кандидатів переможе у праймеріз (див. розділ про губернаторські праймеріз нижче).
- У двох штатах вибори губернатора проводяться кожного парного року (останні наразі парні роки — 2010[en], 2012[en], 2014[en], 2016[en] і 2018[en]) — у штатах Вермонт та Нью-Гемпшир.

Решта 48 штатів проводять губернаторські вибори кожні чотири роки.
- У 34 штатах та трьох територіях вибори губернатора проводяться у рік проміжкових виборів (останні наразі — у 2002[en], 2006[en], 2010[en], 2014[en] і 2018[en]) — у штатах Айдахо, Айова, Алабама, Аляска, Аризона, Арканзас, Вайомінг, Вісконсин, Гаваї, Джорджія, Іллінойс, Каліфорнія, Канзас, Колорадо, Коннектикут, Массачусетс, Мен, Меріленд, Міннесота, Мічиган, Небраска, Невада, Нью-Мексико, Нью-Йорк, Огайо, Оклахома, Орегон, Пенсильванія, Південна Кароліна, Південна Дакота, Род-Айленд, Теннессі, Техас, Флорида та у Гуамі, на Північних Маріанських та Віргінських островах.
- У 9 штатах та двох територіях вибори губернатора проводяться у рік президентських виборів (хоча у Пуерто-Рико та Американському Самоа вибори президента не проводяться) (останні наразі роки виборів там — 2004[en], 2008[en], 2012[en] і 2016[en]) — у штатах Вашингтон, Делавер, Західна Вірджинія, Індіана, Міссурі, Монтана, Північна Кароліна, Північна Дакота, Юта та в Американському Самоа і Пуерто-Рико.
- У трьох штатах вибори губернатора проводяться за рік до президентських виборів (останні наразі роки — 2003[en], 2007[en], 2011[en] і 2015[en]) — у штатах Кентуккі, Луїзіана та Міссісіпі.
- У двох штатах вибори губернатора проводяться за рік після президентських виборів року (останні наразі роки — 2001[en], 2005[en], 2009[en], 2013[en] і 2017[en]) — у штатах Вірджинія та Нью-Джерсі.

### Губернаторські праймеріз
Всі штати окрім Вашингтона, Каліфорнії та Луїзіани проводять праймеріз, у яких кожна політична партія проводить первинні вибори, і переможець первинних виборів отримує можливість змагатися на загальних. У Вашингтоні, Каліфорнії та Луїзіані усі кандидати змагаються один з одним у загальних праймеріз (англ. blanket primary). Незалежно від політичної партії, двоє кандидатів із найбільшою кількістю голосів проходять на загальні вибори. У Луїзіані загальні вибори проводяться між двома кандидатами, якщо жоден із них не набрав більше 50% голосів виборців, і скасовуються, якщо один із кандидатів набрав більше 50% голосів. У Вашингтоні і Каліфорнії двоє кандидатів, що набрали найбільше голосів, проходять до загальних виборів незалежно від того, скільки голосів набрав кандидат із більшою їх кількістю; також штат Каліфорнія забороняє вписаним кандидатам змагатися на загальних виборах.

## Обмеження строків правління
| Без обмежень; чотирирічні терміни Без обмежень; дворічні терміни Один; можуть переобиратися через 4 роки | Два; можуть переобиратися через 4 роки Два; можуть перебувати на посаді 8 із будь-яких 12 років Два; можуть перебувати на посаді 8 із будь-яких 16 років Два строки за все життя |

Строки правління губернаторів США станом на 2023 рік
Без обмежень; чотирирічні терміни
Без обмежень; дворічні терміни
Один; можуть переобиратися через 4 роки
Два; можуть переобиратися через 4 роки
Два; можуть перебувати на посаді 8 із будь-яких 12 років
Два; можуть перебувати на посаді 8 із будь-яких 16 років
Два строки за все життя

Губернатори 36 штатів та 4 територій США мають численні обмеження строків свого правління, у той час як губернатори 14 штатів і Пуерто-Рико та мер округу Колумбія можуть обіймати свої посади необмежену кількість термінів. Строки правління губернаторів кожного штату прописані у конституції відповідного штату, — окрім Вайомінга, у якому обмеження записані у статутах штату. Строки правління губернаторів територій США прописані у їх конституціях (Північні Маріанські острови), Органічному акті (Гуам і Американські Віргінські острови) та статутах (Американське Самоа).
На відміну від інших штатів та територій, у штаті Вірджинія губернаторам забороняється обіймати свою посаду у послідовні терміни, хоча колишні губернатори можуть обиратися після 4 років, проведених поза посадою. Ця заборона існувала і у багатьох інших штатах, але до 2000 року вони від неї відмовилися.
Правління губернаторів наступних штатів та територій обмежене двома послідовними термінами, проте вони можуть переобиратися через 4 роки, проведені поза посадою: Алабама, Аляска, Аризона, Колорадо, Флорида, Джорджія, Гаваї, Канзас, Кентуккі, Луїзіана, Мен, Меріленд, Небраска, Нью-Джерсі, Нью-Мексико, Північна Кароліна, Огайо, Пенсильванія, Род-Айленд, Південна Кароліна, Південна Дакота, Теннессі, Західна Вірджинія, Американське Самоа, Гуам та Американські Віргінські острови.
Так само строки правління губернаторів штатів Індіана та Орегон обмежені 8 роками із будь-яких 12 років. Строки правління губернаторів штатів Монтана та Вайомінг, навпаки, обмежені двома строками — тобто 8 роками із будь-яких 16 років.
Правління губернаторів наступних штатів обмежені двома строками за все життя: Арканзас, Каліфорнія, Делавер, Мічиган, Міссіссіпі, Міссурі, Невада, Північна Дакота, Північні Маріанські острови та Оклахома. Колишній губернатор Каліфорнії Джеррі Браун, втім, перебував на посаді 4 непослідовні терміни через те, що його перші два терміни пройшли до того, як ці обмеження були прийняті в Каліфорнії, тому вони до нього застосовані не були.
Губернатори штатів Нью-Гемпшир та Вермонт можуть обіймати свої посади протягом необмеженої кількості дворічних термінів. Губернатори (або їх еквіваленти) у наступних штатах, округах та територіях можуть обіймати свої посади протягом необмеженої кількості чотирирічних термінів: Коннектикут, Айдахо, Іллінойс, Айова, Массачусетс, Міннесота, Нью-Йорк, Техас, Юта, Вашингтон, Вісконсин, Округ Колумбія та Пуерто-Рико. Раніше термін правління губернатора Юти був обмежений трьома термінами, проте усі закони, що обмежують терміни правління, були скасовані законодавчими зборами.

## Відносини між губернатором та лейтенант-губернатором
Тип відносин між губернатором та лейтенант-губернатором значно варіюється залежно від штату. У деяких штатах губернатор та лейтенант-губернатор повністю незалежні один від одного, у той час як в інших губернатор (до виборів) обирає, хто стане його заступником.
- У п'яти штатах лейтенант-губернаторів немає. У цих штатах різні конституційні посадовці виконують функції губернатора, якщо ця посада стає вакантною. Це штати: Аризона (Держсекретар), Мен (Віце-президент США), Нью-Гемпшир (Віце-президент США), Орегон (Державний секретар) і Вайомінг (Державний секретар).
- У сімнадцяти штатах проводяться окремі вибори губернатора і лейтенант-губернатора, що може призвести до того, що губернатор та лейтенант-губернатор можуть належати до різних партій. Це штати: Алабама, Арканзас, Каліфорнія, Делавер, Джорджія, Айдахо, Луїзіана, Міссісіпі, Міссурі, Невада, Північна Кароліна, Оклахома, Род-Айленд, Техас, Вермонт, Вірджинія та Вашингтон.
- У двох штатах лейтенант-губернатора призначає Сенат штату, що також може призвести до того, що губернатор та лейтенант-губернатор можуть належати до різних партій. Це штати Теннессі та Західна Вірджинія.
- У восьми штатах губернатор і лейтенант-губернатор обираються одним бюлетенем, проте губернатор не може обирати собі потенційного напарника. У цих штатах праймеріз для губернатора і лейтенант-губернатора проводяться окремо, і переможці йдуть на вибори в одному списку на загальних виборах. Тому губернатор і лейтенант-губернатор будуть з однієї партії, але не обов'язково будуть політичними союзниками. Це штати: Аляска, Гаваї, Массачусетс, Мічиган, Нью-Йорк, Пенсільванія, Нью-Мексико, Коннектикут та Вісконсин.
- У вісімнадцяти штатах губернатор і лейтенант-губернатор також обираються одним бюлетенем подібно до президента та віце-президента країни, коли кандидат на пост губернатор обирає майбутнього лейтенант-губернатора. У штатах Іллінойс, Канзас, Кентуккі, Меріленд, Міннесота, Північна Дакота, Огайо та Юта кандидати на пост губернатора обирають собі напарників до праймеріз, у той час як у штатах Колорадо, Флорида, Індіана, Айова, Мічиган, Монтана, Небраска, Нью-Джерсі, Південна Кароліна та Південна Дакота напарник обирається після праймеріз. Остання система дозволяє кандидаторі потенційно обрати переможеного конкурента у праймеріз.

## Виноски
1. ↑  Федеральний округ Колумбія перебуває під керівництвом головних виконавчих директорів із різними титулами включно із губернатором. Чинним еквівалентом губернатора на цій території є мер округу Колумбія.